# メソ対流系
メソ対流系（メソたいりゅうけい、英: mesoscale convective system、MCS）とは、メソスケールでの気象のシステムのひとつ。ひとつひとつの降水セルが多数発生して、いくつかの種類のセル集団、いわばセルの複合体に発達して、より激しい天候（荒天）をもたらすもの。集中豪雨などの解明方法のひとつとして用いられる考え方。

## メソ対流系のシステムと種類

ライン型マルチセルの発達段階。

ひとつひとつの降水セル（積乱雲）は普通、上昇気流により雲と雨粒が成長する成長期、雨粒が落下し始めてそれが次第に強まり下降気流が生まれる成熟期、下降気流が強まり雲が消えていく減衰期の3ステージを経て、通算数十分～1時間程度で一生を終える。この現象は水平規模が平均10km、だいたい2km～20kmの範囲内のメソγスケールに該当する。
そして集中豪雨を発生させるような積乱雲（降水セル）群は、先述したメソγスケールにあたる個々のセルが集団で発生し、それらが相互作用や外的要因によって大きなメソβ・メソαスケール（それぞれ20～200km、200～2,000kmに該当）の対流を誘発する。この大対流によって、その対流の中のセル群はひとつの組織化された集団と化すことが、20世紀後半の研究により分かった。
相互作用や外的要因は、具体的には第2種条件付不安定(CISK)として説明される。

### マルチセル
組織化された集団の中のセル群は、あるセルは成長期、あるセルは減衰期というように役割分担をして、大対流によって場所の交代をしながら次々と生まれていく。これがマルチセル型雷雨と呼ばれるものである。
マルチセル型雷雨は、丸い塊状のものと細長いライン状のものがある。前者はクラスター型（マルチセル・クラスター）、後者はライン型（マルチセル・ライン）といって、集団内での交代の仕方や全体としての移動の仕方が異なる。
クラスター型は、低気圧のような循環を見せ、その中でセルの世代交代が行われるものである。熱帯収束帯でよく発生するほか、熱帯低気圧の初期段階でもある。
ライン型は、ライン上のセルの風下側に次のセルが生まれて世代交代する。進行速度が速いものは特にスコールラインと呼ばれており、長距離を数時間かけて移動することもある。ボウエコーといって弓状のラインが発達するものもある。進行速度の遅いものは、単に降水帯やラインエコーとして認識される。

### スーパーセル
マルチセルはセル群を細かく分けることができるが、細かく分けられない巨大セルも存在する。これがスーパーセル型雷雨である。ひとつの巨大セル内で低気圧のような循環が発生し、上昇気流の部分と下降気流の部分が分離することで効率よく対流が持続する。

## メソ対流系と一般的な気象
集中豪雨の多くは、メソ対流系によって発達した積乱雲によりもたらされると考えられている。梅雨の場合、クラスター型雷雨（クラウドクラスター）ができやすく、総観スケールの湿舌の影響が加わると局地的な豪雨になりやすい。
また、豪雪に関してもメソ対流系が関係している場合がある。アメリカの五大湖沿岸で発生する湖水効果による雪(en:Lake effect snow)や、冬の日本海の筋状の雪雲などは、メソ対流系の効果によって積乱雲が強化されていると考えられている。
熱帯低気圧が海洋から熱や水蒸気の供給を受けてエネルギー源としている背景には、メソ対流系（またはCISK）によって潜熱が中心の気圧低下を招いて循環を維持していることが考えられている。